# Caloría negativa
El concepto calorías negativas se refiere a las calorías de los alimentos que queman más energía durante su digestión de la que contienen. Este concepto está aún en discusión (Ivan et al., 2017).
La teoría de las calorías negativas, que no está formalmente aceptada por la comunidad médica ni otras ciencias biológicas, propone que las calorías que se ingieren con ciertos alimentos, especialmente alimentos industriales, se gastan en la propia digestión de estos alimentos. Y no solo las calorías del alimento son quemadas sino que algunas calorías extras harán falta para la digestión de estos alimentos.
La existencia de las calorías negativas está siendo extensamente debatida y su validez científica aún no ha sido confirmada.
En especial se refiere a las proteínas, ya que su aporte calórico es de 4 calorías por 1 gramo aprox, pero para poder metabolizarse, el cuerpo gasta 8 calorías, es decir, las proteínas de alta calidad o con buena biodisponibilidad, tienen un saldo final de -4 calorías, es por esto que muchas dietas cetogénicas altas en proteínas tienen un gran éxito en la reducción de peso aunque no sean hechas al pie de la letra, porque hacen que el sistema digestivo constantemente esté gastando energía para poder metabolizar los nutrientes que aporta la dieta.